# Villa Simonetta Castelbarco-Albani Quintavalle
Villa Simonetta-Castelbarco-Albani-Quintavalle è una villa storica nel territorio di Vaprio d'Adda, nella città metropolitana di Milano.

## Storia
Ubicata nella contrada vapriese nota come "Il Monasterolo", la villa sarebbe stata costruita sui ruderi di un monastero per ordine del conte milanese Giuseppe Simonetta nel XVIII secolo. Passato alla famiglia Castelbarco a seguito del matrimonio tra il conte Cesare Ercole Castelbarco e Francesca Simonetta (1749), il complesso venne arricchito da edifici satellite (teatrino, pinacoteca, scuderie) e da un vasto ipogeo decorato per ordine del principe Carlo Castelbarco nella prima metà dell'Ottocento. La villa venne venduta al principio del XX secolo alla famiglia Quintavalle che vi aggiunse due foresterie e curò la ristrutturazione e l'ampliamento dei sotterranei. Dal 1993 il sito è gestito da Ente Fiera del Barco, con cui interagisce il comune di Vaprio D'Adda mediante la Commissione Ente Fieristico "Ente Fiera".
La villa è stata di proprietà di una società privata denominata "Centro Arte e Cultura del Barco". Nel dicembre 2023 l'intera proprietà è stata acquistata dall'imprenditore Antonio Percassi.